# Сианьский международный финансовый центр
Сианьский международный финансовый центр (Xi'an International Financial Center или сокращённо Xi'an IFC, кит. 西安国瑞国际金融中心) — комплекс офисных небоскрёбов, расположенный в деловом центре китайского города Сиань (провинция Шэньси). Построен в 2020 году, главным застройщиком выступила компания Beijing Construction Engineering Group, девелопером — пекинская компания Guorui Properties Limited, инвестировавшая в проект свыше 3 млрд юаней. 
75-этажная башня Глори (350 м) Сианьского международного финансового центра является самым высоким зданием города и северо-западного Китая. Также в состав комплекса входят отель, выставочный центр, паркинг, предприятия розничной торговли и общественного питания.  